# Јадранске трупе
Јадранске трупе су биле дио војске који је ослободио махом територију Краљевине Црне Горе, под вођством српског пуковника Драгутина Милутиновића током Првог свјетског рата. Биле су састављене од:
- Другог југословенског пука српске војске,
- старосрбијанских комита
- Охридског одреда
- црногорских комита

Јадранске трупе су, без савезничких устаника и комита, бројали око 1.000 војника. Српске трупе у Црној Гори су биле подијељене у три батаљона.
Солунски фронт је коначно пробијен у савезничкој офанзиви од 15. септембра 1918. године, а 28. септембра Скопље је ослобођено од наоружаних снага Централних сила. Српска војска је формирала Јадрански одред састављен првенствено из добровољаца из јужнословенских дијелова Аустроугарске двојне монархије (Војводине, Босне и Херцеговине, Славоније и Лике), потом придодат старосрбијанским комитима из покрета отпора Косте Пећанца. Оперишући из Метохије, Јадранске трупе су 8. октобра 1918. године добиле директиву од Српске војске уз мандат генералних снага Антанте: продирање и заузимање Скадра и мобилизација и наоружавање црногорских војних обвезника чиме би се ишло на ослобођење и заузимање војне управе над цијелом окупираном црногорском државом.
Јадранске трупе српске су дочекане као ослободиоци и уз славље у већини насељених мјеста у Црној Гори. Брзо су стигла појачања од србијанских устаника из Топличког устанка 1917. године под Милинком Влаховићем, као и црногорских устаника међу којима је најистакнутији био Јован Радовић. Значајан придодатак српској војни су били и црногорски комити, покрет отпора који се цјелокупно прикључио ослободилачкој војсци, односно више од хиљаду свежиш и искусних бораца. Наоружане снаге Централних сила су почеле масовну евакуацију по почетку офанзива, па су посљедњи отпор пружили у боју код Подгорице, гдје су у жестокој бици српски војници и устаници побиједили и 1. новембра 1918. године ушли ослободилачки у саму Подгорицу. Убрзо су на јуриш јадранске трупе и устаници ослободили Цетиње 5. новембра, а 6. новембра су и укорачили на тло Аустроугарске ушавши у Котор. До 9. новембра су цијелу Боку Которску заузели, гдје су се сјединили са тамошњим покретом отпора Костића и након тога је услиједило јачање окупљања локалних посланика с циљем коначног прогласа уједињења Бока Которске са Црном Гором, односно Србијом. Тада се по први пут завијорила српска народна тробојка на которској тврђави поред аустроугарске, по први пут у историји Бока Которске, гдје су Срби чинили већинско становништво. Највеће манифестације су локалне власти приредили српским трупама у Будви, а на Цетињу је прославу приредила цетињска омладина.
Јадранске трупе су послале извјештај о хуманитарној катастрофи у Црној Гори, наводећи након анализе да влада безнађе општи хаос. Хуманитарна помоћ коју су послали црногорском народу је била безначајнаја, јер је криза била послије окупације Централних сила врло анархична, а нити су имали и сами много намирница и медицинске опреме. Јадранске наоружане снаге нису штедјеле у агитацији и подршци присаједињењу Црне Горе Србији. Јадранске трупе су се потом рашириле и прориједиле по цијелом крају, а дијелом и повукле и распустиле након примирја између представника Савезника и Аустроугарске потписаног у Београду 15. новембра 1918. године, по којем је, према мандату Врховне савезничке команде окупација у Краљ. Црној Гори подијељена српским, америчким, италијанским, француским и британским трупама у заједничкој мисији, а Јадрански одред је подријеђен француском генералу Полу Венелу, који је из Котора управљао свим снагама Савезнима у Црној Гори и Боки Которској. Поготово је било тешко пасти уступање Италијанима у Поморју, усљед затегнутих југословенско-италијанских односа и спорова око интересне зоне у јадранском приморју. Како је црногорска војска капитулирала 1916. године, Велике силе међу побједницима се нису односиле равноправно према Црној Гори и сматрале су територију Краљевине Црне Горе територијом Аустроугарске, под чијом се окупацијом налазила. Овдје се наслућује почетак прилично нефер односа Великих сила према Црној Гори, чији је врхунац одлука да се забрани краљу Николи повратак из Француске у отаџбину, уз британску блажу подршку, па је трупама које су окупирале Црну Гору наређено да не пусте краља или његове присталице ни по коју цијену ако се покушају вратити у Црну Гору. Краљевина Србија, чија је званична политика била да је питање Црне Горе унутарсрпско питање које би се свршило анектирањем Црне Горе у српску државну територију, издала је сличне наредбе остацима јадранских снага. Тиме је запечаћена шанса о обнови Црне Горе на међународном нивоу, гдје су свјетске силе побједнице имале на уму стварање једне велике југословенске државе, која би била брана реакционарским снагама и била фактор стабилности у региону, а који искључује сваку могућност обнове независне и суверене Црне Горе, која је постала нереалност. Одлука о забрани повратка Николе и његових људи у Црну Гору је правдана тиме како би његов повратак вјероватно изазвао дестабилизацију региона Црне Горе и Албаније, са већ високим тензијама, као и да то није воља црногорског народа, позивајући се на то што је краљ добио прилично лошу репутацију у предратном периоду коришћењем ужасних метода над својим народом, што је потврђено страховито малом подршком његовим присталицама на изборима које је он организовао, али и јавним изјавама већег дијела црногорске политичке елите пред капитулацију 1916. године, који су нападали жестоко краља, и одлуке црногорског покрета отпора против Аустроугарске да се краљу не смије нипошто дозволити повратак и да се мора радити на уједињењу са Србијом под династијом Карађорђевића.
Јадранске трупе су пружиле логистичку помоћ и асистенцију у виду залиха Бјелашима, али се углавном нису мијешале у догађаје око Божићне побуне 1919. године, у којој су сепаратистички Зеленаши радећи за Краљевину Италију хтјели преузети контролу над Црном Гором силом, након неуспјеха другим путевима који је кулминирао Подгоричком скупштином. Југословенска ремилитаризација територије некадашње Црне Горе је извршена у дијеловима окупираним од стране савезника након потпуног повлачења 1920. године, након референдума којим је народ Црне Горе демократски изјаснио да прихвата уједињење у Краљ. СХС и одбија идеју поновне успоставе Николине власти.
По формирању Војске Краљевине Срба, Хрвата и Словенаца, јадранске трупе су постале њени саставни дио.